# Цитаделе Хо династије
Цитаделе Хо династије је Цитаделе у покрајини Тханх Хоа у Вијетнаму, 150 km јужно од Ханоја. 
Парк обухвата 1,56 km². Изграђена је у 1395. ради заштите Даи Вијетнам од кинеског напада династије Минг. У јулу 2011, увршћен је у списак светске баштине (УНЕСКО).